# Henrique IV de Brabante
Henrique IV de Brabante (1251 – depois de 1272) foi duque de Brabante de 1261 a 1267.
Foi filho de Henrique III, duque de Brabante, e de Adelaide de Borgonha.
Sucedeu a seu pai com a idade de dez anos sob a tutela de sua mãe. Essa regência foi disputada por seu tio, Henrique I, landgravo de Hesse, e por um primo, Henrique de Lovaina, senhor de Gaesbeek. Isto porque os abusos de sua mãe, a duquesa Adelaide de Borgonha, durante sua regência, causaram problemas na Lovaina. 
Henrique, que possuía problemas mentais, finalmente renunciou (em outras versões, foi deposto) um pouco mais tarde em favor de seu irmão, João I de Brabante, e tornou-se um noviço na abadia Santa Benigna, em Dijon, Borgonha. Fez seus votos em 1 de outubro de 1269, na ordem de Santo Agustin. Ainda vivia em 28 de abril de 1272, mas não se sabe a data de sua morte.